# 49109 Agnesraab
49109 Agnesraab este un asteroid din centura principală de asteroizi.

## Descriere
49109 Agnesraab este un asteroid din centura principală de asteroizi. A fost descoperit pe 18 septembrie 1998 la Lime Creek de Robert Linderholm. Asteroidul prezintă o orbită caracterizată de o semiaxă mare de 2,56 ua, o excentricitate de 0,17 și o înclinație de 14,3° în raport cu ecliptica.